# Jardim Olinda
Jardim Olinda é um município brasileiro do estado do Paraná, localizado na região intermediária de Maringá e na região imediata de Parana City-Colorado, outrora Mesorregião Noroeste do Paraná, na divida com o Estado de São Paulo, às margens do Rio Paranapanema. Trata-se do segundo município menos populoso do estado, com 1 343 habitantes, conforme o censo do IBGE de 2022.

## História
Jardim Olinda se desenvolveu a partir de uma fazenda de propriedade de José de Almeida Leme do Prado Neto, conhecido na região como Juca Prado. Os primeiros povoadores eram famílias advindas da região de Jaú, no interior paulista, atraídos pelas fazendas de café que se desenvolvia na região. Em 1956, houve a criação do loteamento que daria início ao perímetro urbano do município, tendo sido elevado a condição de distrito pela Lei Municipal n.º 99, de 22 de novembro de 1960, pertencente ao município de Paranacity. Foi elevado à categoria de município pela Lei Estadual n.º 4.844, de 6 de março de 1964, com a instalação oficial o ocorrendo em 11 de dezembro do mesmo ano. As primeiras eleições ocorreram no dia 06 de dezembro de 1964, tendo como primeiro prefeito João Paulo Diniz e primeiro Vice-Prefeito Juvelino Antônio de Matos.

## Geografia
Em seu território encontra-se a Cachoeira do Saran Grande, ponto mais setentrional do estado. O município está situado na foz do Rio Pirapó no Rio Paranapamena.

## Demografia
Sua população é de 1 343 habitantes, conforme dados do IBGE de 2022, sendo o segundo município menos populoso do Paraná e o 5557° do Brasil. Se observa um decrescimento da população em relação ao Censo de 2010, quando a população era de 1.409 habitantes e essa redução tende a continuar nos próximos anos segundo analistas. A maior parte da população se declara como parda, compondo 56% do total, seguida daqueles que se declaram como brancos, com 38% do total.

## Infraestrutura

### Transporte
O município é servido apenas por rodovias, sendo elas a PR-340, que liga o município a Itaguajé, e a PR-464, que liga o município a Paranapoema. Nenhuma rodovia estadual atravessa o perímetro urbano do município, sendo a ligação da cidade feita por uma estrada municipal, que é pavimentada.